# Stało się jutro
Stało się jutro – cykl zbiorów opowiadań fantastycznych, wydawany przez Instytut Wydawniczy „Nasza Księgarnia” w latach 1974–1990. Redaktorką serii była Ewa Troszczyńska. Ukazały się 33 numerowane tomy w łącznym nakładzie ok. 1,2 mln egzemplarzy. 
Cykl zawierał głównie teksty autorów polskich, częściowo także radzieckich. Niektóre pozycje zawierają utwory różnych autorów, inne twórczość tylko jednego pisarza. W serii debiutował m.in. Odruch  warunkowy Stanisława  Lema, a także utwory Wiktora Żwikiewicza, Konrada Fiałkowskiego, Małgorzaty Kondas czy Jacka Sawaszkiewicza.
Koncepcja serii narodziła się w wydawnictwie w 1969 r. Seria miała prezentować młodzieży polską s-f, a tomy miały być spójne tematycznie, od czego wydawnictwo później odeszło. Planowano wydawanie czterech tomów rocznie, ale zamiar nie zawsze dochodził do skutku, początkowo z powodu słabego poziomu merytorycznego tekstów. Zawartość pierwszych trzech tomów pochodziła z wybranych publikacji z czasopisma „Młody Technik”, teksty do późniejszych numerów były m.in. plonem konkursu ogłoszonego przez Warszawski Klub Miłośników Fantastyki, do jury którego zaproszone Ewę Troszczyńską.

## Oprawa graficzna
Serię wyróżniał wydłużony format 12x22 cm. Okładki były miękkie, do 1987 r. foliowane ze skrzydełkami. Inną wyróżniającą cechą serii było łamanie tekstu wewnątrz: skład był wyrównany do lewej strony w tzw. chorągiewkę. Elżbieta Jamróz-Stolarska ocenia to rozwiązanie techniczne jako „raczej dziwne, niestosowane dotychczas w żadnej innej serii, które w połączeniu z wąskim i marginesami i małą interlinią znacznie utrudniało płynną lekturę”.
Oprawą graficzną serii (karty tytułowe, nazwa serii i numer kolejnej pozycji na pierwszej stronie okładki) zajmował się Jerzy Jaworowski, pozostałe ilustracje wewnątrz tomów – biało-czarne, całostronicowe rysunki będące kartami tytułowymi poszczególnych opowiadań – ilustrowali mniej znani artyści, choć zachowywali „atmosferę i nastrój odpowiadający temu gatunkowi literackiemu”. 

## Odbiór
W 1979 Rocznik Literacki określił tę serię jako próbującą zapełnić lukę na rynku wydawniczym pozycji science-fiction, gdzie widać było brak „nowych, poczytnych pozycji”. Według Leszka Żuklińskiego, seria ta była skierowana dla dzieci.
Elżbieta Jamróz-Stolarska pisze, że seria była przeznaczona dla odbiorców po 12 roku życia. Ocenia tematykę serii jako „bardzo rozległą i zróżnicowaną”, wyszczególniając wśród opisywanych zagadnień: „koncepcje cywilizacyjnego rozwoju społeczeństwa, spotkania i konfrontacja ludzkości z mieszkańcami pozaziemskich światów, psychiczne możliwości człowieka wobec gwałtownego rozwoju techniki, jego rola w kreowaniu przyszłości i opanowaniu niebezpieczeństw, jakie ta przyszłość może przynieść, a także wzajemne stosunki ludzkie w zmieniającym się świecie”.

## Zawartość serii
- T. 1: Elektronowy miś (1974)
  - Elektronowy miś – Konrad Fiałkowski
  - Zerowe rozwiązanie – Konrad Fiałkowski
  - Włókno Claperiusa – Konrad Fiałkowski

- T. 2: Człowiek z aureolą (1974)
  - Człowiek z aureolą – Konrad Fiałkowski
  - Zdarzenie w Krahwinkel – Stefan Weinfeld
  - Lot dalekosiężny – Ryszard Sawwa
  - Drugi świadek obrony – Ryszard Sawwa
  - Opowiadaj, Dag – Danuta Owadowska
  - Wieczorne niebo – Andrzej Czechowski

- T. 3: Szansa geniuszu (1974)
  - Telechronopator – Janusz A. Zajdel
  - Szansa geniuszu – Krystyn Krzysztoforowicz
  - Władcy czasu – Stefan Weinfeld
  - Pojedynek – Stefan Weinfeld
  - Prawda o Elektrze – Andrzej Czechowski
  - Stan zagrożenia – Witold Zegalski
  - Równy bogom – Maciej Misiewicz

- T. 4: Odruch warunkowy (1975)
  - Odruch warunkowy – Stanisław Lem (z cyklu Opowieści o pilocie Pirxie)

- T. 5: Klęska dyktatora (1976)
  - Klęska dyktatora – Tadeusz Twarogowski
  - Tajemnica zaginionego lądu – Tadeusz Twarogowski
  - Typ spod ciemnej gwiazdy – Tadeusz Twarogowski

- T. 6: Robot nr 3 (1976)
  - Robot nr 3 – Janusz A. Zajdel
  - Max – Jan Kopczewski
  - Przestrzeń życiowa – Maria Czudakowa
  - 90 000 000 000 kilometrów od Słońca – Andrzej Czechowski
  - Kłopoty wynalazcy – Adam Jaromin

- T. 7: Metoda doktora Quina (1976)
  - Piąty stan materii – Anatolij Dnieprow
  - Metoda doktora Quina – Janusz A. Zajdel

- T. 8: Podpalacze nieba (1976)
  - Zerwane ogniwo – Wiktor Żwikiewicz
  - Marzenie – Wiktor Żwikiewicz
  - Kłamstwo – Wiktor Żwikiewicz
  - Podpalacze nieba – Wiktor Żwikiewicz

- T. 9: Kwiaty Albarossy (1977)
  - Ściśle według reguł – Ilia Warszawski
  - Grupa Laokoona – Dymitr Bilenkin
  - Światło życia – Dymitr Bilenkin
  - Jeszcze jedno martwe miasto – Michał Griesznow
  - Niedotykalska – Dymitr Bilenkin
  - Kwiaty Albarossy – Michał Griesznow

- T. 10: Happening w oliwnym gaju (1977)
  - Maszyna – Wiktor Żwikiewicz
  - Happening w oliwnym gaju – Wiktor Żwikiewicz

- T. 11: Dusza do wynajęcia (1978)
  - Dusza do wynajęcia – Ilia Warszawski
  - Zgodnie z naukowymi danymi – Władlen Bachnow
  - Leń – Ilia Warszawski
  - Widziadła – Ilia Warszawski
  - Test na rozsądek – Dymitr Bilenkin
  - Pojedynek – Ilia Warszawski
  - Chłód na Transplutonie – Dymitr Bilenkin
  - Dzień dobry, jestem Mefistofeles – Władlen Bachnow
  - Nie ma niepokojących objawów – Ilia Warszawski

- T. 12: Konflikt (1978)
  - Śledztwo – Janusz Szablicki
  - Autotranslacja – Janusz Szablicki
  - Komórki do wynajęcia – Janusz Szablicki
  - Nowa teoria nieskończoności – Janusz Szablicki
  - Stan wyższej konieczności – Janusz Szablicki
  - Konflikt – Janusz Szablicki

- T. 13: Sindbad na RQM 57 (1978)
  - Zwierciadło nieba – Wiktor Żwikiewicz
  - Wołanie na mlecznej drodze – Wiktor Żwikiewicz
  - Sindbad na RQM 57 – Wiktor Żwikiewicz

- T. 14: Cerebroskop (1978)
  - Cerebroskop – Konrad Fiałkowski
  - Szansa śmierci – Konrad Fiałkowski
  - Wróble galaktyki – Konrad Fiałkowski
  - Strażnik – Konrad Fiałkowski

- T. 15: Witalizacja kosmogatora (1978)
  - Gdy oni nadlecą – Konrad Fiałkowski
  - Poprzez piąty wymiar – Konrad Fiałkowski
  - Ten, który trwa nad granicą dwu czasów – Konrad Fiałkowski
  - Konstruktor – Konrad Fiałkowski
  - Witalizacja kosmogatora – Konrad Fiałkowski

- T. 16: Przybysz (1979)
  - Przybysz – Jacek Sawaszkiewicz
  - Wyznanie – Jacek Sawaszkiewicz
  - Potestas – Jacek Sawaszkiewicz

- T. 17: Instar omnium (1979)
  - Instar omnium – Wiktor Żwikiewicz
  - Theatron – Dariusz Filar
  - Wczasy państwa Atkins – Krzysztof Malinowski
  - Przybysze – Dariusz Filar
  - Inicjacja – Gabriela Górska

- T. 18: Manekin (1980)
  - Admirał Douglas Westrex – Jacek Sawaszkiewicz
  - Kariera Johna Sthoffhansenna – Jacek Sawaszkiewicz
  - Cerebrak – Jacek Sawaszkiewicz
  - Manekin – Jacek Sawaszkiewicz

- T. 19: Czarne Żurawie (1980)
  - Śnieżka – Kirył Bułyczow
  - Prawo do powrotu – Wiktor Kołupajew
  - Czarne Żurawie – Władimir Michajłow
  - Miłość i czas – Ilia Warszawski

- T. 20: Sprawa precedensowa (1980)
  - Pereat mundus, fiat iustitia – Gabriela Górska
  - Sprawa precedensowa – Gabriela Górska
  - Błękitna Planeta – Gabriela Górska

- T. 21: Zamknięty krąg (1981)
  - Kolejne ogniwo – Gabriela Górska
  - Punkt odniesienia – Gabriela Górska
  - Zamknięty krąg – Gabriela Górska

- T. 22: We własnej skórze (1982)
  - We własnej skórze – Dariusz Filar
  - Inne miejsce – Dariusz Filar

- T. 23: Mistyfikacje (1983)
  - Mistyfikacje – Jacek Sawaszkiewicz
  - Raport – Jacek Sawaszkiewicz
  - Guzik – Jacek Sawaszkiewicz
  - Pożegnanie – Jacek Sawaszkiewicz
  - Życie rodzinne – Jacek Sawaszkiewicz
  - Prawda – Jacek Sawaszkiewicz

- T. 24: Szlaki istnienia (1984)
  - Zręby władzy – Andrzej Zimniak
  - Pojedynek – Andrzej Zimniak
  - Thor – Andrzej Zimniak
  - Konstrukcja – Andrzej Zimniak
  - Kuracja – Andrzej Zimniak
  - π = 3,13 – Andrzej Zimniak
  - O tym, który słyszał woń nenufarów – Andrzej Zimniak
  - Tchnienie szaleństwa – Andrzej Zimniak
  - Szlaki istnienia – Andrzej Zimniak
  - Baśń o błędnych ognikach – Andrzej Zimniak
  - Korona życia – Andrzej Zimniak
  - Numen – Andrzej Zimniak
  - Schronisko – Andrzej Zimniak

- T. 25: Węzeł (1985)
  - Zatrute morze – Gabriela Górska
  - Węzeł – Gabriela Górska
  - Pamiętnik pradziadka – Gabriela Górska

- T. 26: Nieostrość (1985)
  - Jeszcze jedna podróż Gulliwera – Dariusz Filar
  - Nieostrość – Dariusz Filar

- T. 27: Ballada o przekleństwie (1986)
  - Ballada o przekleństwie – Wiktor Żwikiewicz

- T. 28: Spór o czarownice (1986)
  - W ogródku działkowym – Małgorzata Kondas
  - Żart – Małgorzata Kondas
  - Wszystkie zgubione przedmioty – Małgorzata Kondas
  - Wizyta o zmierzchu – Małgorzata Kondas
  - Zacząć od początku – Małgorzata Kondas
  - Eksperyment – Małgorzata Kondas
  - Jasnowidz – Małgorzata Kondas
  - Spór o czarownice – Małgorzata Kondas
  - Nowa – Małgorzata Kondas
  - Mumia sumeryjska – Małgorzata Kondas
  - Portret na tle pejzażu – Małgorzata Kondas
  - Jeszcze jedna pani Smith – Małgorzata Kondas
  - Pensjonat na końcu drogi – Małgorzata Kondas
  - Na granicy – Małgorzata Kondas
  - Siła wyobraźni – Małgorzata Kondas
  - Wymowa kwiatów – Małgorzata Kondas

- T. 29: Posłaniec (1986)
  - Prawda o przyjacielu – Andrzej Drzewiński
  - Siła przyzwyczajenia – Andrzej Drzewiński
  - Do jednorazowego użytku – Andrzej Drzewiński
  - Słoneczniki – Andrzej Drzewiński
  - Głupi ma zawsze szczęście – Andrzej Drzewiński
  - Jaskinia – Andrzej Drzewiński
  - Ku północy – Andrzej Drzewiński
  - Posłaniec – Andrzej Drzewiński
  - Wyprawa – Mirosław P. Jabłoński
  - Rybak – Mirosław P. Jabłoński

- T. 30: Tragedia „Nimfy 8” (1987)
  - Konfrontacja – Marcin Wolski
  - Tragedia „Nimfy 8” – Marcin Wolski
  - Matryca – Marcin Wolski
  - Ludzie-Ryby – Marcin Wolski
  - Przezorność – Marcin Wolski
  - Masa krytyczna – Marcin Wolski
  - Eksponat – Marcin Wolski
  - Przestępstwo i wyrok – Marcin Wolski
  - Wariant autorski – Marcin Wolski
  - Mam prośbę, Jack... – Marcin Wolski
  - Trzecia planeta – Marcin Wolski

- T. 31: Spotkanie z wiecznością (1989)
  - Dwa litry życia – Andrzej Zimniak
  - Zwiastun jesieni – Andrzej Zimniak
  - Eliminacja – Andrzej Zimniak
  - Ostatni gladiatorzy – Andrzej Zimniak
  - Piąta pora roku – Andrzej Zimniak
  - Spotkanie z wiecznością – Andrzej Zimniak

- T. 32: Dotyk (1989)
  - Zaglądający przez szpary – Dariusz Filar
  - Dotyk – Dariusz Filar

- T. 33: Zaklęte miasto (1990)
  - Zaklęte miasto – Jacek Piekara
  - Zaklęte miasto II – Jacek Piekara
  - Vergor z Białego Zakonu – Jacek Piekara
  - Syn szatana – Jacek Piekara
  - Miasto Dwunastu Wież – Jacek Piekara
  - Powrót Białych Jeźdźców – Jacek Piekara
  - Rzeka Czasu – Jacek Piekara
  - Oczy Południa – Jacek Piekara
  - Wszystkie twarze Szatana – Jacek Piekara